# جيك كارتر
جيك كارتر (25 يوليو 1924 في الولايات المتحدة - 17 أبريل 2012 في الولايات المتحدة) (بالإنجليزية: Jake Carter)‏ هو لاعب كرة سلة أمريكي في مركز هجوم قوي الجسم. لعب مع Anderson Packers ‏.

## وصلات خارجية
- جيك كارتر على موقع إن بي أي (الإنجليزية)
- جيك كارتر على موقع سبورتس رفرنس (الإنجليزية)
- جيك كارتر على موقع ريلجم (الإنجليزية)
- جيك كارتر على موقع بروبوليرز (الإنجليزية)
- جيك كارتر على موقع سبورتس رفرنس (الإنجليزية)